# إدوين ك. ستيوارت
إدوين ك. ستيوارت (بالإنجليزية: Edwin C. Stewart)‏ هو سياسي أمريكي، ولد في 8 مارس 1864، وتوفي في 15 يونيو 1921. حزبياً، نشط في الحزب الجمهوري. وقد انتخب عضو جمعية ولاية نيويورك وانتخب عضو مجلس ولاية نيويورك.